# Zeze (Zither)
Zeze, auch sese, seze, zenze, nzenze, enzenze, dzenze, lunzenze, ist der Swahili-Name für mehrere Stabzithern (Musikstäbe) in Ostafrika und in Teilen Zentralafrikas, darüber hinaus regional für Schalenspießlauten und Musikbögen. Die (i)zeze der Wagogo in Zentraltansania ist eine Variante der in West- und Ostafrika vorkommenden Schalenspießlauten vom Typ der goge; die Sandawe in Zentraltansania nennen ihren einsaitigen Musikbogen ebenfalls zeze.

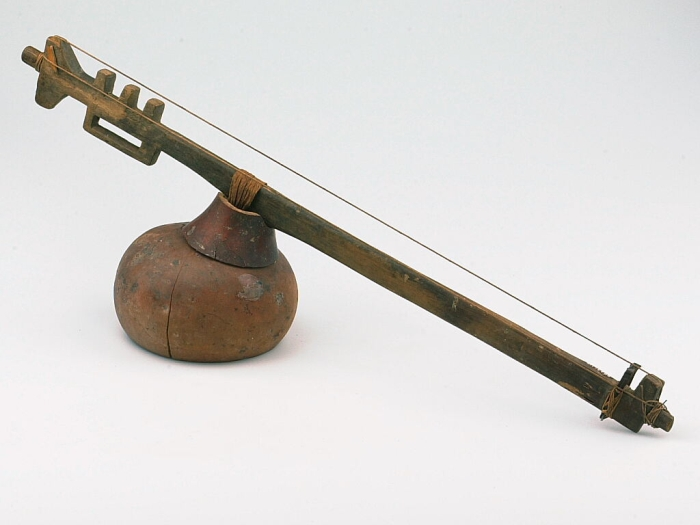
Plattstabzither zeze aus dem Kongo mit einer Melodie- und einer Bordunsaite. Vor 1930. Tropeninstitut, Amsterdam.

Für den Osten Afrikas charakteristischer und für die musikethnologische Forschung bedeutender ist die mit dem Wortumfeld zeze bezeichnete, ein- oder mehrsaitige Plattstabzither mit einer Kalebasse als Resonanzkörper, mit der Lieder und Tänze begleitet werden. Der im 19. Jahrhundert von der ostafrikanischen Küste ins Landesinnere verbreitete Instrumententyp ist vermutlich von in Südostasien vorkommenden Stabzithern abgeleitet, die wiederum einen indischen Kultureinfluss erkennen lassen. Einer allgemein akzeptierten Ausbreitungtheorie zufolge brachten Seefahrer Musikinstrumente ab dem 1. Jahrtausend von den Malaiischen Inseln an die ostafrikanische Küste und nach Madagaskar. Die ältesten Abbildungen dieses Stabzithertyps finden sich an indischen Tempelreliefs aus dem 7. Jahrhundert, sie entsprechen der heute in Indien nur noch in einem kleinen Gebiet vorkommenden tuila.

## Bauform
Eine Stabzither besteht im Unterschied zum biegsamen Musikbogen aus einem annähernd starren, geraden Saitenträger, über den eine oder mehrere Saiten parallel verlaufen. Die Übergänge von Stabzither und Musikbogen sind fließend, einen fast geraden Saitenträger besitzt beispielsweise der nur von Frauen im Norden von Malawi gespielte Mundbogen mtyangala. Die einfachen Stabzithern mit meist einer Saite sind an flachen, an den Enden untergeschobenen Hölzchen oder Stegen erkennbar, welche die Saiten auf Abstand halten und die bei Musikbögen fehlen. Stabzithern können ohne konstruktive Erweiterung auch mit mehreren Saiten bespannt sein, bei mehrsaitigen Musikbögen (Pluriarcs) wird dagegen üblicherweise für jede Saite ein eigener Bogenstab benötigt. Während bei Röhrenzithern wie der valiha auf Madagaskar der röhrenförmige Saitenträger selbst als Resonanzkörper fungiert, benötigen Stabzithern einen unterhalb der Saite am Stab befestigten Resonator. Häufig wird hierfür eine Kalebasse verwendet. Vollröhrenzithern kommen auf dem afrikanischen Festland nicht vor und Halbröhrenzithern wie die obsolete tshidzholo ohne separaten Resonator oder die segankuru mit einem Blechkanister anstelle der Kalebasse blieben auf das südliche Afrika beschränkt. Sie stehen am Übergang zur Gruppe der ostafrikanischen Schalenzithern, die vielfältiger als diejenige der Plattstabzithern ist.
Nach der Form des Saitenträgers werden für Afrika Rundstabzithern von Plattstabzithern unterschieden und nach der Saitenzahl mono- von poly-heterochorden Musikstäben. Die ostafrikanischen Plattstabzithern bestehen aus einem flachen, hochkant gestellten Stab, über dessen Schmalseite eine Melodiesaite führt und an dessen gegenüber liegenden Schmalseite der Resonanzkörper befestigt ist. Die Plattstabzithern bilden aufgrund ihrer ähnlichen Formgebung und ornamentalen Gestaltung des Saitenträgers im gesamten Verbreitungsgebiet eine einheitliche Gruppe. Üblich ist ein langer gerader oder leicht geschwungener mittlerer Bereich, der sich an einem Ende gabelt und am anderen Ende von rautenförmigen Mustern und quer gestellten Zapfen strukturiert wird. Meist bilden drei runde oder vierkantige, zapfenartige Fortsätze an einem Ende die Auflage, um mit den Fingern die knapp darüber hinweg verlaufende Saite zu verkürzen. Manchmal erweitern als Bünde dienende, aufgesteckte Zapfen den Stab in der Breite. Der Saitenträger ist weitgehend oder gänzlich symmetrisch gestaltet. Die im Ethnologischen Museum in Berlin katalogisierten, „zeze“ genannten Plattstabzithern sind durchschnittlich 55 bis 65 Zentimeter lang und im geraden Bereich 2 bis 3 Zentimeter hoch.
Die Saite wird an beiden Enden an herausstehenden Ecken festgebunden. Sie besteht aus glattem oder gedrehtem Pflanzenmaterial, das etwa aus der Blattrippe einer bestimmten Palmenart (Swahili mwali, Plural miwali) herausgeschnitten wurde. Der Musiker hält das Instrument quer vor seinem Oberkörper und verkürzt die Saite mit den Fingern der linken Hand, mit der er von unten um den Stab greift. Einsaitige Plattstabzithern produzieren vier Töne: einen auf der leer gezupften Melodiesaite und jeweils einen durch Verkürzen dieser Saite auf den drei Bünden. Bei manchen Stabzithern sind zusätzlich eine oder mehrere Saiten über die Mitte der dem Spieler zugewandten (inneren) Breitseite gespannt, die als Bordunsaiten unverkürzt gezupft werden. Häufig ist nur die Innenseite des Stabs durch eingekerbte geometrische Muster verziert. Ob der Saitenträger rein aus gestalterischen Gründen spiegelsymmetrisch ist oder ob, worauf Gebrauchsspuren an manchen Instrumenten hindeuten, auch die umgedrehte Unterkante früher als die Seite der aufgespannten Melodiesaite dienen konnte, lässt sich nicht eindeutig feststellen.

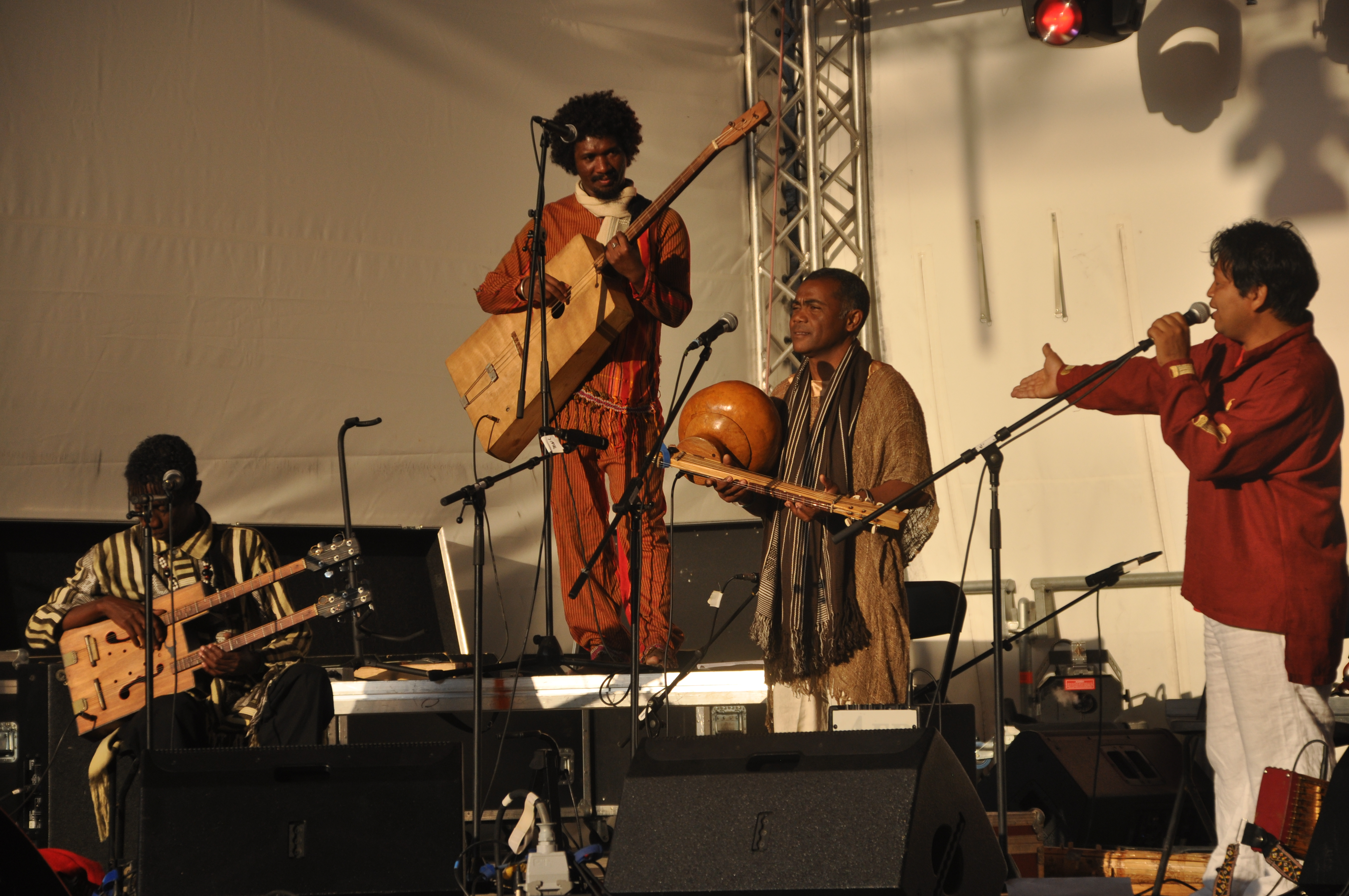
Mitte links: Madagassische Kastenhalslaute kabosy, deren Vorläufer vermutlich wie bei der südafrikanischen ramkie aus Indonesien kamen. Mitte rechts: Plattstabzither jejy mit drei Saiten auf dem Griffbrett und fünf Saiten seitlich. Ny Malagasy Orkestra beim Weltmusikfestival Horizonte in Koblenz, 2013.

Der aus einer aufgeschnittenen Kalebasse bestehende Resonanzkörper wird auf eine für den Instrumententyp charakteristische Weise befestigt. Falls passend wird das bei einer birnenförmigen Kalebasse abgeschnittene Halsende der entsprechende Abschnitt einer anderen Kalebasse auf den breiten Boden aufgesetzt und bildet so eine Art Kragen, die als Übergang zum Saitenträger dient. Dieser wird in einen U-förmigen Schlitz am Halsende eingesetzt. Eine um den Saitenträger herumgelegte Schnur wird durch ein Loch im Scheitel der Kalebasse gezogen und innen an einem Querhölzchen fixiert. Die Kalebasse befindet sich an der der linken Hand gegenüberliegenden, glatten Hälfte des Saitenträgers.
Neben den ostafrikanischen Instrumenten mit einer Melodiesaite kommen auf Madagaskar auch Plattstabzithern (Swahili jejy, auch jejo, von zeze, oder Malagasy lokanga voatavo) mit vier bis elf Saiten vor. Wie in Ostafrika werden auch auf Madagaskar bei manchen Instrumenten Saiten mit Holzwirbeln gespannt.
Bei einer 1982 im Süden von Malawi beschriebenen zeze ist der obere Kürbisteil nicht lose aufgesetzt, sondern angeleimt und wie weiter nördlich mit einer Schnur am Saitenträger festgebunden. Diese malawische zeze hat vier Saiten, die aus gedrehter Palmblattfaser bestehen. Nur die vierte Saite verläuft über die Schmalseite und kann an drei rechteckigen Zapfen abgegriffen werden. Die drei übrigen Saiten sind über die Breitseite des Stabs gespannt und werden durch kleine bewegliche Stege auf Abstand gehalten, die an dem zu einer kreisrunden Scheibe ausgestalteten linken Ende untergeschoben werden. Durch Verschieben der Stege lassen sich die Saiten stimmen.
Ein besonderes Merkmal der Plattstabzithern ist eine an dem vom Spieler aus gesehen rechten Ende an der Oberkante des Saitenträgers angebundene Feder. Ihr Kiel ist U-förmig gebogen und exakt so positioniert, dass der Kiel mit einem Abstand von etwa einem Millimeter um die vierte Saite führt, ohne diese zu berühren. Wenn die Saite angeschlagen wird, schwingt sie gegen die Feder und produziert einen schnarrenden Ton. Der Effekt entspricht dem von Mirlitonen, die an Xylophonen über die kleinen seitlichen Öffnungen der Resonatoren geklebt sind oder den an Lamellophonen angebrachten Kronkorken.

## Verbreitung
Im 19. Jahrhundert war die Plattstabzither an der ostafrikanischen Küste bekannt und verbreitete sich von mehreren Küstenstationen zwischen Bagamoyo (Tansania) im Norden und Quelimane (Mosambik) im Süden in das Landesinnere. Den Namen zeze kannten zunächst in Tansania die Luguru (Region Morogoro), die Makonde, Wayao (im Süden Tansanias) und andere Sprachgruppen. Für die Ausbreitung sorgten arabische Händler und ihre Swahili sprechenden Träger (wapangajii) und Soldaten, die im Zuge des Ostafrikanischen Sklaven- und Elfenbeinhandels auf Handelsrouten bis in den Kongo vordrangen. Auf einer der Hauptrouten, von Bagamoyo über Tabora und Ujiji bis nach Kisangani, gelangte die Plattstabzither gegen Ende des 19. Jahrhunderts in den Osten des Kongo. Ein südlicher Ausbreitungsweg führte am Sambesi entlang flussaufwärts und im Süden von Tansania durch das Gebiet der Wayao bis nach Malawi. Reiseberichten zufolge kam die zeze über Malawi hinaus nach Westen bis Sambia und zu den Baluba in der Provinz Katanga. Zeze-Plattstabzithern sind oder waren in den Ländern Kenia, Tansania, Uganda, Kongo, Ruanda, Burundi, Malawi, Sambia und Mosambik verbreitet.
Neben den Formübereinstimmungen belegen die verwandten Namen eine gemeinsame Herkunft. Für den Kongo sind dies unter anderem: nzenze bei den Bashi in der Provinz Sud-Kivu, enzenze bei den Bira in der Provinz Ituri, luzenzu bei den Baluba, nzeze bei den Bali im Nordosten, dizeze in der Zela-Sprache (Luban-Sprachgruppe), dzendze bei den Budu um Wamba (Provinz Haut-Uele), djendje und djedji bei den Mongo im Nordwesten, nsense bei den Kumu (Komo-Sprache im Osten), nzensi bei den Hunde in der Region Kivu, isese bei den Kele in der Provinz Tshopo und idjendje oder zenze in der Kusu-Sprache (Provinz Maniema). Andere Namen für Plattstabzithern in der Region sind njenje um den Tumbasee an der Westgrenze des Kongo, mongole bei den Saka in der Provinz Kasaï-Oriental, kinanda mit sieben Saiten bei den Moliro in der Provinz Katanga, dyedye bei den Holoholo am kongolesischen Ufer des Tanganjikasees, bongele, bonguele und bongwele bei den Ngando (Ngandu) und Mongo im Norden des Kongo, ferner akende, ifata, ikole, keke und oda. Ferdinand J. de Hen listet in seiner Dissertation von 1958 allein für den Kongo von 40 Ethnien Plattstabzithern, die sich in westeuropäischen Museen befinden, davon mindestens 30, die mit dem Wortumfeld zeze benannt werden.
Enzenze und enzenzya sind in Uganda verwendete Namen für ein Instrument mit (zwei bis) drei Saiten bei den Bakonjo. Eine Saite führt bei der enzenze über drei Bünde, die beiden anderen verlaufen an den Seiten vorbei und werden jeweils durch einen untergeschobenen Zweig am einen Ende und einen Stachel eines Stachelschweins am anderen Ende auf Abstand vom Saitenträger gehalten. In Malawi heißt die sehr selten gewordene Plattstabzither auf Chiyao sese und auf Chichewa zeze. Ein nur von Männern gespielter, mundverstärkter Reibebogen im unteren Shire-Gebiet wird nyakazeze genannt. Alan P. Merriam (1977) erwähnt die zweisaitige lusese, die früher im Osten des Kongo weit verbreitet war und an die sich die Dorfbewohner lediglich als ein Musikinstrument der alten Männer erinnern.
Auf den Komoren ist unter dem Namen ndzenze eine schlichte Form einer Kastenzither mit wenigen Saiten bekannt, die aus einem aus glatten Brettern zusammengefügten, langrechteckigen Korpus mit einem runden Schallloch in der Mitte der Oberseite besteht und einen Ersatz für die madagassische valiha aus Bambus oder die aufwendigere Kastenzither marovany darstellt.

## Herkunft

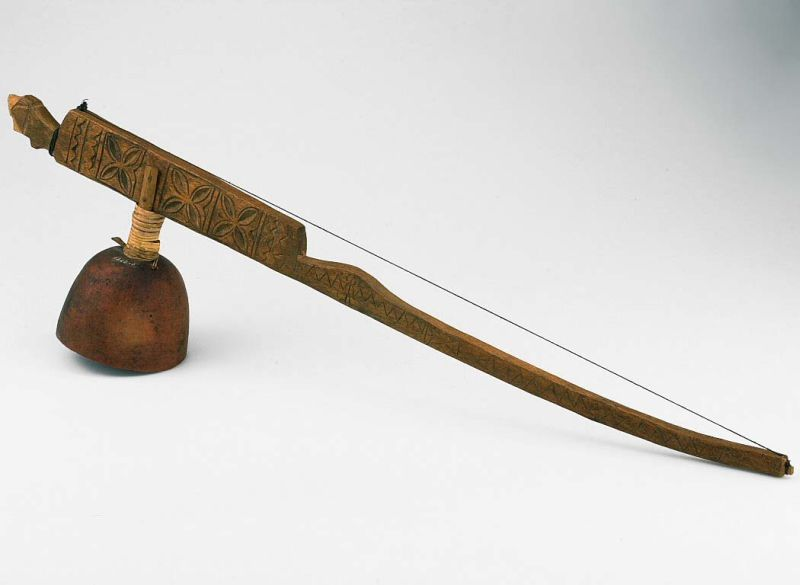
Vermutlich von der indonesischen Insel Sumba stammende einsaitige Plattstabzither mit Kokosnussresonator. Tropeninstitut Amsterdam, vor 1939. Walter Kaudern (1927) setzt diesen Typ („Typ D“) als Urform der Sulawesi-Plattstabzithern.

Während die jüngere Ausbreitungsgeschichte der Plattstabzithern relativ genau nachgezeichnet werden kann, bot die ursprüngliche Herkunft dieses Instrumententyps ein weites Feld für Spekulationen. Bis in die Mitte des 20. Jahrhunderts herrschte die Annahme vor, die Plattstabzither sei über Madagaskar aus Südostasien eingeführt worden. Seitdem wird für wahrscheinlicher gehalten, dass es im 1. Jahrtausend n. Chr. direkte transozeanische Kontakte zwischen Südostasien und der ostafrikanischen Küste gab und die Plattstabzither erst von hier als „afrikanisches Musikinstrument“ nach Madagaskar gelangte und dort weiterentwickelt wurde. Norma McLeod (1977) vermutet, dass von Borneo gekommene Seefahrer sich einige Zeit an der afrikanischen Ostküste aufhielten, bevor sie sich nach Madagaskar begaben. Auch wenn eine direkte Überfahrt auf der rund 6000 Kilometer langen Strecke durch den Indischen Ozean von Südostasien nach Madagaskar aufgrund des Südäquatorialstroms im Nordwinter als möglich erscheint, so gilt dennoch eine nördliche Schifffahrtsroute, die dem Nordäquatorialstrom und dem Somalistrom folgte und Zwischenaufenthalte in Sri Lanka, Indien und Ostafrika beinhaltete, als wahrscheinlicher. Auf dieser Route könnten die Seefahrer ab dem 5. bis 7. Jahrhundert südwärts entlang der ostafrikanischen Küste Madagaskar erreicht haben, nachdem sie zuvor an der ostafrikanischen Küste eine Art afrikanisch-indonesische Kultur entwickelt hatten. Hierfür sprechen auch einige bantusprachige Bezeichnungen von Grundnahrungsmitteln (Hirse, Bohnen) in Madagaskar. Einen weiteren Hinweis auf die doppelte Herkunft der madagassischen Stabzithern gibt der aus dem Swahiliwort jejy (von zeze) und dem Malagasywort voatavo („Kalebasse“) zusammengesetzte Name jejy voatavo (oder dzedzivoatavo) für eine Stabzither im Westen der Insel. Die malaiischen Bewohner Südostasiens wiederum wurden ab dem 1. Jahrtausend stark von der indischen Kultur beeinflusst. Die spezifische Form von Stabzithern mit Bünden wird auf die mittelindische kinnari vina zurückgeführt.

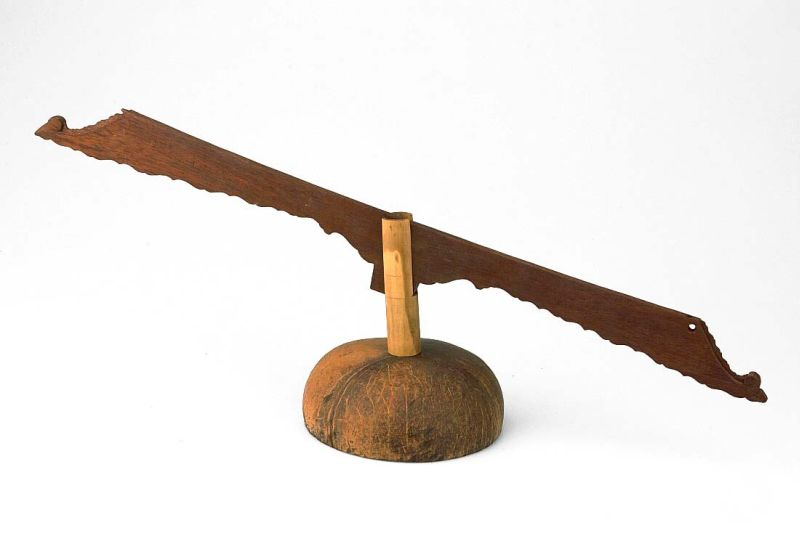
Plattstabzither sulepe der indonesischen Insel Halmahera mit symmetrischem Saitenträger. Von Walter Kaudern (1927) als „Typ N“ bezeichnet. Typologisch relativ weit von oben abgebildeter Sumba-Stabzither und den afrikanischen zeze entfernt.

Auffällige organologische Übereinstimmungen mit Instrumententypen der Malaiischen Inseln wurden neben den Stabzithern bei bestimmten Xylophonen, Spießlauten und Sanduhrtrommeln festgestellt. Ein marimba genanntes Xylophon der tansanischen Zaramo besitzt anstelle der beim westafrikanischen balafon üblichen Kalebassen unter jeder einzelnen Klangplatte einen rechteckigen Holzkasten als Resonanzkörper, auf dem alle Platten aufliegen. Dies entspricht dem alten javanischen Xylophon gambang kayu (vgl. gangsa) und dem heutigen javanischen Metallophon saron mit Bronzeklangplatten. Für die seit Ende des 19. Jahrhunderts bekannte Röhrenspießgeige endingidi in Uganda wird hingegen eine Abstammung von chinesischen Vorbildern wie der erhu angenommen. Swahili-Händler dürften sie ebenfalls von der Küste mitgebracht haben. Die großen Sanduhrtrommeln ngoma und fimkhang’u der Pangwa in der südtansanischen Njombe-Region (am Malawisee), die vom stehenden Spieler zwischen den Knien gehalten werden, ähneln in ihrer Form der in der Musik Neuguineas gespielten kundu.
Für die genannten ostafrikanischen Musikinstrumente gibt es im Einzelfall gut begründbare Herkunftstheorien. Darüber hinaus propagierten Vertreter der Kulturkreislehre am Beginn des 20. Jahrhunderts durch weit zurückliegende Wanderungsbewegungen von Völkern über die Kontinente hinweg entstandene Kulturverwandtschaften, indem sie einzelne Kulturelemente miteinander verglichen. Der Begründer dieser heute veralteten Theorie, Leo Frobenius, verband 1898 mit den seefahrenden Malaiien, die im 1. Jahrtausend die ostafrikanische Küste ansteuerten, unter anderem die Einführung der madagassischen Bambusröhrenzither valiha, einer in Tansania vorkommenden Trogzither mit Kalebassenresonator und einem Pluriarc im Kongo. Ferner sollten die westafrikanische Harfenlaute kora, Holmxylophone und Schlitztrommeln im Allgemeinen auf südostasiatische Parallelen zurückgehen. Die Untersuchung funktioneller Erfordernisse, auf die Frobenius verzichtete, hätte zeigen können, dass es sich in den meisten Fällen, bei denen eine gewisse Formähnlichkeit besteht, bestenfalls um parallele Kulturleistungen handelt. Dagegen konnte die von Curt Sachs (1938) in einer Beschreibung der madagassischen Musikinstrumente postulierte Immigration von Malaiien nach Madagaskar später durch lexikostastische Methoden bestätigt werden. Noch unter dem Einfluss diffusionistischer Theorien standen Jaap Kunst (1960), der für das metallene Aufschlagidiophon kemanak in Indonesien einen Ursprung im antiken Mittelmeerraum vermutete und Arthur Morris Jones (1964), der von malaiischen Seefahrern ausging, die um das Kap Horn nach Westafrika gesegelt sein sollten, und der dieses kleine, löffelartige Instrument mit der westafrikanischen Doppelglocke gankogui fälschlich in Beziehung setzte.
Damit überstrapazierte Jones seine vorgelegte Materialbasis und verunklarte die feststellbaren Kulturverbindungen austronesischer Gruppen nicht nur zu Madagaskar, sondern auch zu Ostafrika. Musikethnologisch wird hierzu in erster Linie auf die Plattstabzither verwiesen. Walter Kaudern (1927) leitet aus seiner zusammenfassenden Darstellung von Stabzithern auf Sulawesi und einigen Nachbarinseln eine Evolution dieser Typen her. Er sieht, ausgehend vom Mundbogen, eine Entwicklungslinie über den Kalebassen-Musikbogen hin zu Stabzithern mit Kalebassenresonator. Eine Stabzither der südlich von Sulawesi gelegenen Insel Sumba hält er für den Ausgangspunkt der Sulawesi-Stabzithertypen. Aus einem Sulawesi-Typ mit fast geradem, hochkant gestellten Stab haben sich, Kaudern zufolge, die ostafrikanischen Plattstabzithern entwickelt. Vor Kaudern sah Curt Sachs (1923) in der einfachen kambodschanischen Stabzither kse diev (von Sachs als „sadiu“ bezeichnet, gemeint sadiev) den ersten, auf den Musikbogen folgenden Entwicklungsschritt. Die heute seltene kse diev ist das wohl älteste erhaltene kambodschanische Saiteninstrument, sie besteht aus einem dünnen geraden Stab, der an einem Ende hochgebogen ist und an dessen anderem Ende die Saite an einem hölzernen Stimmwirbel gespannt wird. Die Kalebassenhalbschale ist in der Nähe des Stimmwirbels festgebunden.
Plattstabzithern kommen heute nur in Südostasien (auf Sulawesi und weiter östlich gelegenen indonesischen Inseln) und in Ostafrika vor, während in Indien einfache Rundstabzithern in der Volksmusik verwendet werden (und mit dem villadi vadyam auch ein für Indien sehr seltener Musikbogen). Zu den Rundstabzithern gehört die aus Zentral- und Südindien bekannte kinnari vina, bei der unter einem Saitenträger aus Bambus zwei (früher auch drei) ganze Kalebassen angebracht sind. Wie bei der zeze erfolgt die Verbindung der Resonatoren über einen aufgesetzten Kalebassenkragen und wie dort wird die Saite an mehreren, aus dem Saitenträger ragenden Zapfen mit den Fingern verkürzt. Weil das Bambusrohr sehr dünn ist und kaum resonanzverstärkend wirkt, wird die kinnari vina zu den Stabzithern und nicht zu den Röhrenzithern gezählt. Weitere, in der indischen Volksmusik vorkommende, mehrsaitige Stabzithern bilden den Übergang zur ausgereiften, in der nordindischen klassischen Musik verwendeten Rudra vina.
Weitgehend geographisch getrennt von den indonesischen Plattstabzithern, die im engeren Sinn Vorbild für die ostafrikanischen waren, sind die auf dem südostasiatischen Festland gespielten Rundstabzithern mit angehängter Kalebasse, etwa in Thailand die phin nam tao, die zwei- bis fünfsaitige phin phia in Nordthailand (mit einer Kokoshalbschale als Resonator) und die brŏ des vietnamesischen Bergvolks Jarai in der Provinz Gia Lai. Diese hat zwei an Wirbeln gespannte Metallsaiten und vier (selten sechs) Bünde, an denen die Melodiesaiten abgegriffen wird. Die zweite Saite produziert einen Bordunton.
Alle diese Stabzithern sind vermutlich durch indischen Kultureinfluss nach Südostasien gelangt, wo sich eine frühe Abbildung an Reliefs am Bayon in Angkor findet. An indischen Tempelwänden sind Stabzithern ab dem 7. Jahrhundert abgebildet, nachdem sie die älteren Bogenharfen (vina) abgelöst hatten. Stets wird ein stehender männlicher Musiker gezeigt, der die Stabzither annähernd senkrecht vor dem Oberkörper hält. Diese Spielweise unterscheidet sich von jener der heutigen Rudra vina, die schräg über die linke Schulter gelehnt wird. Die Form und Spielhaltung der altindischen Stabzither hat sich in Indien lediglich bei der tuila erhalten, die nur noch selten im Bundesstaat Odisha anzutreffen ist.
Roger Blench (2014) verkürzt die hypothetische Wanderungsbewegung der Plattstabzither auf Listenformat: Die in altindischer Zeit entstandene Stabzither wird erstmals im 7. Jahrhundert an indischen Tempeln abgebildet, gelangt mit der Indisierung im 1. Jahrtausend auf das südostasiatische Festland und zur gleichen Zeit oder wenig später auf die Malaiischen Inseln, wo sie auf Sulawesi überlebt und von den weiter westlich gelegenen Inseln verschwindet. Mit malaiischen Auswanderern erreicht die Stabzither in der zweiten Hälfte des 1. Jahrtausends zunächst Ostafrika und im Zuge des Swahili-Küstenhandels ab dem 8. Jahrhundert Madagaskar. Europäische Sklavenhändler verteilen ab dem 16./17. Jahrhundert die Stabzither auf den kleineren Inseln des Indischen Ozeans. Schließlich verbreiten Sklaven- und Handelskarawanen ab dem 18. Jahrhundert den Instrumententyp im inneren Ostafrika.

## Spielweise
Neben der Bauform ist die Spielweise ein charakteristisches Merkmal dieser Stabzithern. Die altindische Stabzither ist im musiktheoretischen Werk Sangitaratnakara des Sarngadeva aus dem 13. Jahrhundert als alapini vina erwähnt. Wie sie mutmaßlich gespielt wurde, lässt sich vom heutigen Volksmusikinstrument tuila rückschließen. Erkennbar ist damit eine grundsätzlich übereinstimmende Spielweise der Stabzithern in der zweiten Hälfte des 1. Jahrtausends in Indien, einer heutigen Stabzither in Indien, mehrerer südostasiatischer Platt- und Rundstabzithern und der gegenwärtigen ostafrikanischen Plattstabzithern.
Der Musiker hält die zeze schräg vor dem (entblößten) Oberkörper und drückt die Öffnung des Resonanzkörpers gegen die Brust oder die rechte Schulter. Mit Daumen und Zeigefinger beider Hände umgreift er von unten den Saitenträger. Mit den Fingern der linken Hand verkürzt er die über die Oberkante führende Melodiesaite, zugleich schlägt er mit dem linken Daumen abwechselnd die seitlich über den Stab verlaufenden Saiten. Die Melodiesaite schlägt er mit dem hin und her bewegten Mittelfinger der rechten Hand. Die Saiten anzuschlagen ist für Ostafrika üblich, nur in Madagaskar werden sie angeschlagen oder gezupft.
Wie bei der alapini vina, der tuila und den südostasiatischen Stabzithern wird die Kalebasse der zeze dicht vor dem Körper bewegt oder auf den Körper aufgesetzt, um die Öffnung ganz oder teilweise zu verschließen und so einzelne Obertöne hervorzuheben. Eine entsprechende Modulation des Klangs wird bei Kalebassen-Musikbögen und bei der kamerunischen Kerbstegzither mvet erzielt.
Die vier Töne der zeze teilen den Tonumfang einer großen Terz ungefähr in vier Halbtonstufen. Robert Günther (1964) analysiert Tonaufzeichnungen, die 1954/55 von einer belgischen Expedition im Kongo gemacht wurden. Dazu gehören mehrere Aufnahmen von Instrumentalsoli einer nzeze von Fuliiru (Fulero), einer Ethnie in der Provinz Sud-Kivu. Mit geringen Variationen wird ein melodisches Motiv pausenlos wiederholt oder die Tonstufen scheinen Günther willkürlich, ohne erkennbare Struktur aufeinander zu folgen. Als Begleitinstrument einer Solostimme, die teilweise nur als Summen vernehmbar ist, folgen sich Stimme und Instrument nahezu unisono, sie weichen nur selten voneinander ab und bilden dann heterophone Zweiklänge.
Die zeze begleitet Lieder und Tänze zur Unterhaltung. Nicht nur ihre Form, auch manche musikalische Traditionen verweisen auf asiatische Einflüsse. So stammt der regional – etwa bei den Wayao in Malawi – der Melodie ständig hinzugefügte Bordunton, der zu harmonischen Tonfolgen führt, aus der asiatischen Spielweise.